# لوتانژ
لوتانژ (به فرانسوی: Luttange) یک کمون در فرانسه است که در Canton of Metzervisse واقع شده‌است.

## خصوصیات
لوتانژ ۱۲٫۸۳ کیلومترمربع مساحت و ۷۵۲ نفر جمعیت دارد و ۲۹۵ متر بالاتر از سطح دریا واقع شده‌است.